# Eugene Murphy

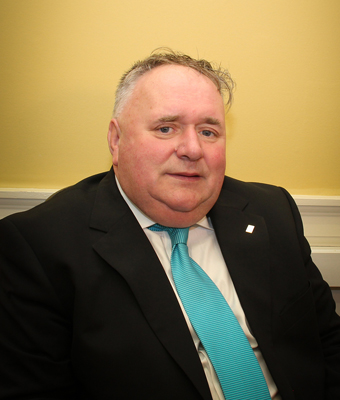
Eugene Murphy (2024)

Eugene Murphy (* 26. August 1965 in Strokestown, County Roscommon, Irland) ist ein irischer Politiker. Bis 2024 war er Mitglied der Fianna Fáil, dann war er als Unabhängiger Mitglied des Seanad Éireann.

## Leben
Eugene Murphy wurde am Warrenstown College im Gartenbau ausgebildet. 1985 wurde er Mitglied im Roscommon County Council. In den Wahlen von 1991, 1999, 2004, 2009 und 2014 wurde er dort wiedergewählt. 2007 versuchte er, in den Seanad Éireann gewählt zu werden, was misslang. Erst 2020 konnte er in den Seanad einziehen. Bei den Wahlen zum Dáil Éireann 2016 gelang es ihm dann, im Wahlkreis Roscommon–Galway einen Sitz zu erringen und zog als Teachta Dála in den Dáil Éireann ein. Er verlor ihn jedoch bei den Wahlen 2020 wieder.
Bei den Wahlen zum Dáil Éireann 2024 trat er dann als unabhängiger Kandidat an, weil die Fianna Fáil ihn nicht aufstellen wollte. Er blieb jedoch erfolglos.